# نبات عشبي

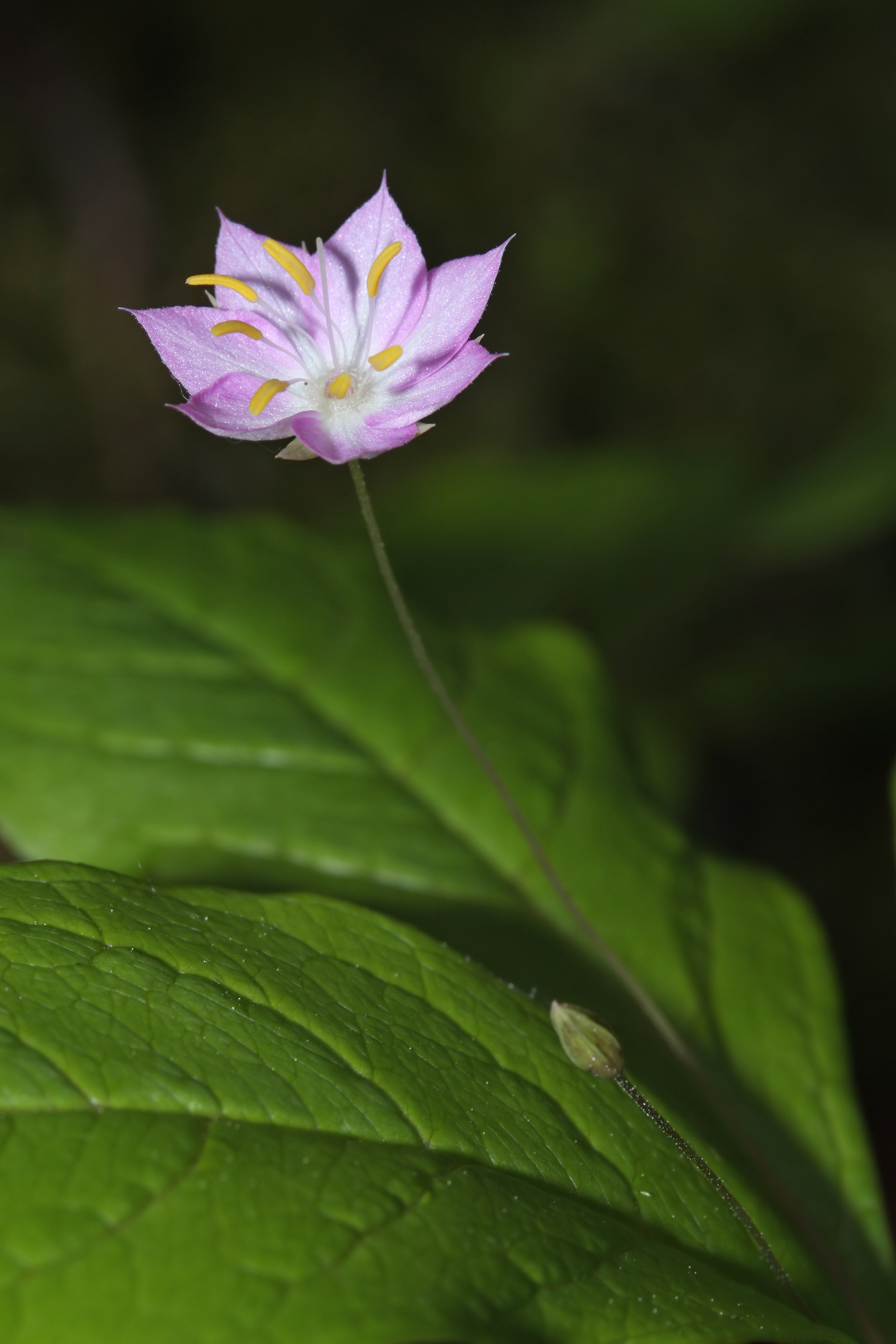
Trientalis latifolia (الزهرة النجمية) وهي عبارة عن نبات عشبي معمر من الغابات في غرب أمريكا الشمالية.

النبات العشبي (بالإنجليزية: Herbaceous plant)‏ هو نبات له أوراق وسوق تذبل في نهاية موسم النمو إلى مستوى التربة لأنها لا تملك سوقًا خشبية ثابتة فوق سطح الأرض. قد تكون النباتات العشبية حولية أو ثنائية الحول أو معمرة.